# Великотур'янська сільська рада
Великотур'я́нська сільська́ ра́да — адміністративно-територіальна одиниця та орган місцевого самоврядування в Долинському районі Івано-Франківської області. Адміністративний центр — село Велика Тур'я.

## Загальні відомості
- Територія ради: 65,51 км²
- Населення ради: 2451 особа (станом на 2001 рік)
- Територією ради протікає річка Тур'янка

## Історія
10 серпня 1959 р. Станіславський облвиконком рішенням № 488 передав село Болохів з Великотур’янської сільради Долинського району до Завадківської сільради Войнилівського району.

## Населені пункти
Сільській раді підпорядковані населені пункти:
- с. Велика Тур'я

## Склад ради
Рада складається з 14 депутатів та голови.
- Голова ради: Бринош Ольга Миколаївна

### Керівний склад попередніх скликань
| Прізвище, ім'я, по батькові | Основні відомості                                                                                     | Дата обрання | Дата звільнення |
| --------------------------- | --- | ------------ | --------------- |
| Романюк Мирон Миколайович   | Сільський голова, 1963 року народження, освіта середня загальна, безпартійний                         | 26.03.2006   | 31.10.2010      |
| Романюк Мирон Миколайович   | Сільський голова, 1963 року народження, освіта середня загальна, член Народної партії                 | 31.10.2010   | 07.04.2014      |
| Бринош Ольга Миколаївна     | Сільський голова, 1961 року народження, освіта вища, член Народної партії                             | 26.10.2014   | 25.10.2015      |
| Бринош Ольга Миколаївна     | Сільський голова, 1961 року народження, освіта вища, член Партії "Блок Петра Порошенка «Солідарність» | 25.10.2015   |                 |

Примітка: таблиця складена за даними сайту Верховної Ради України та ЦВК

### Депутати VII скликання
За результатами місцевих виборів 2015 року депутатами ради стали:

#### За суб'єктами висування
| Суб'єкт висування             | Кількість обраних депутатів | %     |
| ----------------------------- | --------------------------- | ----- |
| Самовисування                 | 13                          | 92.86 |
| Радикальна партія Олега Ляшка | 1                           | 7.14  |

#### За округами
| № округу | Прізвище, ім'я, по батькові | Ким висунуто                  | Дата нар.  | Освіта              | Партійна приналежність              | Відомості                                                        |
| -------- | --------------------------- | ----------------------------- | ---------- | ------------------- | ----------------------------------- | ---------------------------------------------------------------- |
| 1        | Крайник Богданна Богданівна | Самовисування                 | 11.12.1986 | середня спеціальна  | безпартійна                         | Великотур'янська сільська рада, Спеціаліст по землевпорядкуванню |
| 2        | Петрушка Марія Ігорівна     | Самовисування                 | 21.08.1989 | професійно-технічна | безпартійна                         | с. Велика Тур'я, не працює                                       |
| 3        | Крайник Світлана Олексіівна | Самовисування                 | 14.03.1969 | вища                | безпартійна                         | ПП «Колобок», бухгалтер                                          |
| 4        | Макосій Мар'яна Михайлівна  | Самовисування                 | 18.10.1985 | вища                | безпартійна                         | Великоту р'янська сільська рада, Інспектор ВОС                   |
| 5        | Ярич Оксана Матвіівна       | Самовисування                 | 25.02.1960 | середня спеціальна  | безпартійна                         | с. Велика Тур'я, не працює                                       |
| 6        | Клебан Василь Іванович      | Самовисування                 | 10.02.1968 | середня спеціальна  | безпартійний                        | с. Велика Тур'я, приватний підприємець                           |
| 7        | Петрушка Галина Онуфріівна  | Самовисування                 | 26.07.1962 | середня спеціальна  | безпартійна                         | с. Велика Тур'я, не працює                                       |
| 8        | Бринуш Зор'яна Миколаівна   | Самовисування                 | 15.06.1968 | середня спеціальна  | безпартійна                         | Долинська ЦРЛ, медична сестра                                    |
| 9        | Крайник Ольга Миколаївна    | Самовисування                 | 12.04.1979 | середня спеціальна  | безпартійна                         | с. Велика Тур'я, не працює                                       |
| 10       | Лаврів Тетяна Ігорівна      | Самовисування                 | 30.09.1986 | вища                | безпартійна                         | с. Велика Тур'я, приватний підприємець                           |
| 11       | Кондрин Надія Василівна     | Самовисування                 | 16.07.1961 | середня спеціальна  | безпартійна                         | ТОВ «Велес», бухгалтер                                           |
| 12       | Лаврів Ірина Іванівна       | Самовисування                 | 14.07.1977 | середня спеціальна  | безпартійний                        | Великотур'янська сільська рада, касир                            |
| 13       | Коник Лілія Володимирівна   | Самовисування                 | 22.06.1972 | вища                | безпартійна                         | Великотур'янська сільська рада, секретар                         |
| 14       | Бабінець Володимир Юркович  | Радикальна партія Олега Ляшка | 01.10.1978 | вища                | член Радикальної партії Олега Ляшка | Великотур'янська амбулаторія ЗПМС, лікар-стоматолог              |